# Sternotomis mirabilis
Sternotomis mirabilis là một loài bọ cánh cứng trong họ Cerambycidae.